# Palais d'expositions de l'Olympia

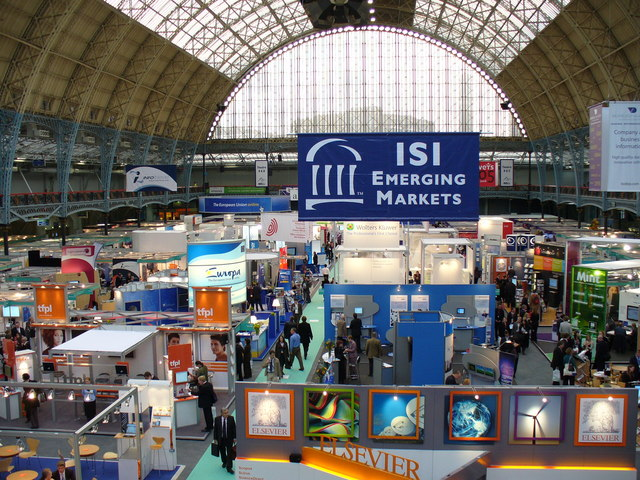
L'intérieur de l'Olympia, hébergeant une foire du commerce équitable.

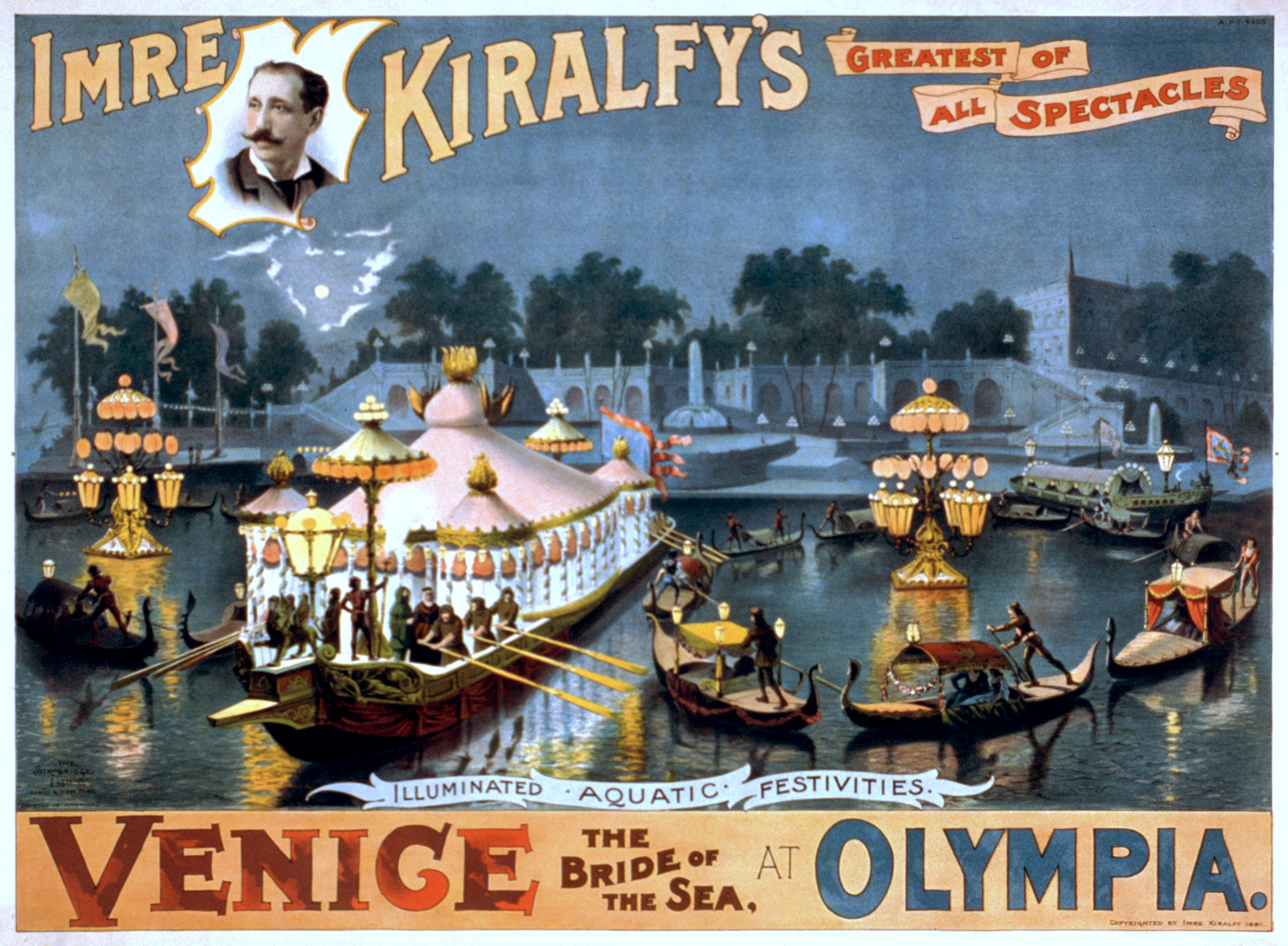
Imre Kiralfy (The Kiralfy Brothers) : Venise, la fiancée de la mer, affiche.

L'Olympia est un centre d'exposition, un espace de réunion et de conférences, et une salle de spectacles à West Kensington, à Londres, en Angleterre.
Le lieu abrite un éventail d'expositions de commerce international, des conférences et des événements. 
La gare la plus proche est Kensington (Olympia), qui est une station de métro du London Overground Métro de Londres et une gare ferroviaire. Les métros les plus proches sont Barons Court, Hammersmith, Shepherd's Bush et West Kensington. Le direct de la District Line à la station ne fonctionne que les week-ends.

## Olympia
En 2012, l'Olympia a célébré le 125e anniversaire des événements[Lesquels ?] en invitant les artistes britanniques Peter Blake, Rob Ryan, Sanna Annukka et Paul Hicks à créer leurs interprétations des lieux.
En janvier 2013, un montant de 40 millions de livres a été investi et la société a lancé une nouvelle marque ; par la suite, l'entreprise se vit décerner la Meilleure Campagne de Marketing à l'Exposition News Awards 2014.
- BBC Good Food Show
- L'Olympia London International Horse Show est une importante compétition équestr
- London Chess Classic
- Pure London
- L'esprit de Noël
- International Art & Antiques Fair, une exposition d'antiquités
- Semaine du Marketing Direct
- Great British Beer Festival
- Salon du Chocolat
- UCAS la Conception de votre propre avenir
- National Wedding Show - Salon du Mariage
- Salon Du Jouet

## Les événements marquants
- Le salon International de l'Automobile a été organisé chaque année à l'Olympia, de 1905 à 1936[1],[2]
- Le 1er Jamboree scout mondial a eu lieu à l'Olympia du 30 juillet au 8 août 1920
- juin 1934 : rally organisé par Oswald Mosley et sa British Union of Fascists[3],[4].
- En 1940, le « hangar de foire » qu'est l'Olympia Hall est transformé en centre de recrutement pour la France libre. 2000 personnes y sont présentes, dont Daniel Cordier, Raymond Aron et Hubert Germain[5].
- Jimi Hendrix Experience, le 22 décembre 1967
- Status Quo a joué au 31 décembre 1975
- Procol Harum joua le 1er janvier 1976
- Bad Company joua le 2 et 3 janvier 1977
- Rod Stewart s'y produisit les 14 et 15 janvier 1977
- Combat entre Eubank v Stretch pour le titre WBO des poids moyens, 18 avril 1991
- The Cure se prosuisit les 26, 27, 28 et 30 novembre 1992
- Smash Hits Awards, eut lieu le 6 décembre 1992
- Eubank v Holmes au titre WBO des super-moyens, le 20 février 1993
- Fairuz joua les 11 et 12 mars 1994
- Eubank v Jose Carlos Amaral au championnat WBO des Super-moyens, le 9 juillet 1994
- Spencer Oliver v Serge Poilblanc, combat WBO, le 12 juillet 1997
- ATP tennis, rencontre tenue du 3 au 6 décembre 1998
- 3e Olympiade des sports de l'esprit, du 21 au 30 août 1999
- Miss Monde, 49e concours, le 4 décembre 1999
- Naseem Hamed v Vuyani Bungu au titre WBO des poids plume, le 11 mars 2000
- Chemical Brothers joua le 30 août 2008
- Vivienne Westwood a organisé un défilé pour la Fashion Week de Londres à l'Olympia de Londres, le 21 février 2009
- Bloc Party a joué à l'Olympia de Londres, les 11 et 12 mai 2009
- Gavin Rees v Colin Lynes à la Boxe Anglaise, poids plume Welter, 2 décembre 2009
- Primal Scream se produisit les 26 et 27 novembre 2010
- Got to Danse, émission diffusée à partir de l'Olympia de Londres, le 29 janvier 2011
- Darren Barker v Domenico Spada pour le titre Européen WBO des poids moyens, le 30 avril 2011
- Doctor Who Expérience s'y tint du 1er janvier au 22 février 2012
- Got to Danse finale diffusée en direct en Mars 2012 et en 2013
- Olympia Beauté[6] est une réunion annuelle de la beauté dont la première a eu lieu à l'Olympia en 2004